# Saint-Germain-la-Campagne (Manche)
Pour les articles homonymes, voir Saint-Germain-la-Campagne pour la commune de l'Eure.
Saint-Germain-la-Campagne est une ancienne commune française située dans le Cotentin.
Le 30 mai 1805, la municipalité est supprimée et rattachée à la commune de Gorges situé à l'ouest. Le territoire qui était dans le canton de Lessay rejoint le canton de Périers.

## Démographie
| 1793 | 1800 | 1806 |
| ---- | ---- | ---- |
| 111  | 93   | -    |

### Liste des maires
| Période | Période | Identité | Étiquette | Qualité |
| --- | ------- | -------- | --------- | ------- |
| Une partie des données est issue de liste établie par issue de l'ouvrage "601 communes et lieux de vie de la Manche" |         |          |           |         |

## Lieux et monuments
- En 1857, l'église Saint-Germain était décrite comme « une petite église abandonnée avec une nef du XIIe »[4]